# 高温糖化法
高温糖化法（こうおんとうかほう）は、日本酒の現代の製法の一つで、精米を蒸す代わりに高熱によってデンプン質をα化し、これに麹と酵母を加えて醗酵させて造る方法である。時間と労力が節約できるが、完成する酒質と小売価格については賛否両論がある。高熱液化仕込みなどとも呼ばれることがある。

## 製法
- まず米を精米する。
- 通常の製法では、米を蒸してデンプン質をα化させ、麹に含まれる酵素を働きやすくするが、高熱を加えてこのα化の工程をおこなう。
- 一口に高温糖化法といっても、さまざまな手法があり、それによって高熱の加え方も違う（「焙炒造り」、「融米造り」など参照のこと）。
- α化したものを麹と酵母とともにタンクへ送り発酵を待つ。そうすると、従来の伝統的方法よりもはるかに容易に、また原材料・人件費などのコストも無駄なく安価に、日本酒を製造することが出来る。
- 「糖化」という名前が付いているが、実際はα-アミラーゼのみが働いた「液化」の状態。（「焙炒造り」はα化のみ）
- よく、「麹が不要」「並行複発酵ではなく単発酵」と誤解されているが、実際は麹による糖化が必要な並行複発酵（麹歩合が原料米の3%以上必要とされる[1]）。
- 製造の過程で“かす”（液化粕）が出るものの、食用としての“酒粕”には使用出来ないものが多く、主に産業廃棄物として処理されている[2]が、月桂冠では液化仕込みで得られた“かす”（液化粕）を使用した研究を進めている[3]。

## 高温糖化酛
高温糖化酒母とも呼ばれる。高温糖化法と名前が似ているが全く別のもの。山廃酛や速醸酛より高温で仕込むためにこの名前がつけられた。高温糖化酛は、蒸した米・麹・水を50℃～60℃に保って甘酒を作り、冷却後酵母と乳酸を添加して酵母を培養したもの。これを酒母として、蒸した米と麹を使用する通常の日本酒造りを行う。気温の関係で山廃酛や生酛を造ることが困難な九州地方等では純米酒や吟醸酒の酒母としても使用される。また、昔においても煮酛などとして、原理的には同じ製法が用いられていたことがある。